# 2015 في تشاد
فيما يلي قائمة بالأحداث التي وقعت خلال عام 2015 في  تشاد.

## في السلطة
- إدريس ديبي، رئيس الجمهورية، 1990 حتى الآن
- كالزوبت باهيمي دوبيت، رئيس الوزراء

## يناير
- فر اللاجئون من ولاية برنو بنيجيريا في 9 يناير بعد مذبحة بوكو حرام في بلدة باغا. فر 7300 إلى تشاد المجاورة بينما حوصر أكثر من 1000 في جزيرة كانغالا في بحيرة تشاد. وتعهد الجيش النيجيري باستعادة المدينة، بينما سحبت النيجر وتشاد قواتهما من قوة متعددة الجنسيات مكلفة بمحاربة المسلحين. [1]
- دخل الجيش التشادي الكاميرون للمساعدة في القتال ضد متمردي بوكو حرام في 15 يناير. [2]
- قررت السلطات التشادية في 17 يناير إرسال قوات إلى نيجيريا والكاميرون لمحاربة مسلحي بوكو حرام. [3]

## فبراير
- هاجم مسلحو بوكو حرام تشاد لأول مرة بعد أن عبر 30 مقاتلاً بحيرة تشاد في أربعة زوارق بخارية وهاجموا قرية نجوبوا. انضمت تشاد مؤخرًا إلى نيجيريا والنيجر والكاميرون في تحالف عسكري ضد بوكو حرام. [4]

## مارس
- القوات التشادية والنيجيرية تبدأ هجومها المشترك ضد بوكو حرام في نيجيريا. [5]

## يونيه
- قتل مسلحو بوكو حرام أنفسهم في هجومين انتحاريين استهدفا مراكز للشرطة في إنجمينا مما أسفر عن مقتل 34 شخصا. ألقت الشرطة القبض على 60 شخصًا وصادرت مخزونًا من الأسلحة النارية. [6]

## أغسطس
- في 24 أغسطس، استبدل الرئيس ديبي وزير الداخلية عبد الرحيم بيريم حامد بوزير الداخلية السابق أحمد محمد بشير. استبدل وزير المالية، بيدومرا كورجي، نغارلينان دوكجينغار. [7]

## أكتوبر
- قتل خمسة من مقاتلي بوكو حرام أنفسهم في هجمات انتحارية في سوق باغا سولو على بحيرة تشاد، مما أسفر عن مقتل 41 شخصًا وإصابة 48 آخرين في 11 أكتوبر. [8]
- توقفت الحكومة عن دفع رواتب موظفي الخدمة المدنية، بمن فيهم مدرسو المدارس العامة، في أكتوبر بسبب انخفاض أسعار النفط، مما أدى إلى إضرابات وأعمال شغب في جميع أنحاء البلاد. عمل موظفو الدولة لمدة ثلاثة أشهر بدون أجر. [9]

## ديسمبر
- هاجم ثلاثة انتحاريين يشتبه في انتمائهم لبوكو حرام جزيرة لولو فو في بحيرة تشاد، مما أسفر عن مقتل 30 وإصابة 80 آخرين. [10]